# Topalia granulata
Topalia granulata är en kvalsterart som beskrevs av Hammer 1966. Topalia granulata ingår i släktet Topalia och familjen Nosybeidae. Inga underarter finns listade i Catalogue of Life.